# La rotta del terrore
La rotta del terrore (Journey into Fear) è un film del 1975 diretto da Daniel Mann. Si tratta di un remake del film Terrore sul Mar Nero del 1943, diretto da Norman Foster; entrambe le pellicole sono basate sul romanzo Viaggio nella paura dello scrittore britannico Eric Ambler.

## Trama
Un geologo americano di ritorno dalla Turchia viene pedinato da un losco individuo che cerca di ucciderlo.